# Émile Ryser

Emile Ryser

Émile Ryser (* 18. November 1866 in Saint-Imier; † 14. Januar 1950 in Genf) war ein Schweizer Gewerkschafter, Uhrmacher und Politiker (SP). Von 1914 bis 1922 gehörte er dem Nationalrat an.

## Biografie
Nach der obligatorischen Schulzeit absolvierte Ryser eine Graveurlehre. Von 1884 bis 1907 war er wie sein Vater in Biel als Uhrmacher tätig. Anschliessend war er von 1908 bis 1920 Adjunkt beim Internationalen Arbeitsamt in Genf. Im Bieler Arbeitersekretariat war er Herman Greulich unterstellt. 1892 gehörte Ryser zu den Gründern des Uhrenarbeiterverbands Fédération des ouvriers de l’industrie horlogère und war in leitender Stellung massgeblich daran beteiligt, dass dieser 1915 mit dem Metallarbeiterverband zum Schweizerischen Metall- und Uhrenarbeiterverband (Smuv) fusionierte. Von 1909 bis 1912 war er Präsident des Schweizerischen Gewerkschaftsbundes, ab 1916 trug er zum Wiederaufbau des Internationalen Gewerkschaftsbundes bei.
Ryser wurde 1898 als Vertreter des Grütlivereins in den Stadtrat (Legislative) von Biel gewählt, später trat er zu den Sozialdemokraten über. Von 1912 bis 1920 amtierte er als Gemeinderat und gehörte damit der Exekutive der Stadt Biel an. Auf kantonaler Ebene war er von 1908 bis 1920 im Grossen Rat vertreten. Für den Nationalrat kandidierte Ryser erstmals 1908. Bei einer Nachwahl im Wahlkreis Südjura wurde er 1914 zum Nachfolger des verstorbenen Charles Albert Gobat gewählt. Dreimal in Folge gelang ihm die Wiederwahl. 1918 war er während des Landesstreiks Mitglied des Oltener Aktionskomitees, in welchem er als Übersetzer tätig war. 1922 trat er als Nationalrat zurück.